# Bohorel, Gorj
Bohorel este un sat în comuna Negomir din județul Gorj, Oltenia, România.

## Etimologie
Atestat documentar sub diferite denumiri (Boorelu, Buhorelu, Bourelu, Bohorel), satul Bohorel sa format pe valea pârâului cu același nume. Așezarea are o vechime seculară, fiind atestată la 1483, sub denumirea de Buorealul.
În lipsa unor documente certe, legenda vine să lămurească modul de formare a toponimicului. Numele satului ar veni de la „buhuri”, oameni care, în timpul domniilor fanariote, strângeau birurile. Cei însărcinați cu strângerea obligațiilor în natură, spre a fi recunoscuți de locuitori, purtau un veșmânt special din postav turcesc, numit „buhur”, și locuiau chiar aici, pe valea Bohorelului. În susținerea acestei aserțiuni este adus și toponimicul „Valea Untarilor”, fiindcă, odinioară, locuitorii dădeau, ca bir, și untul.
Există în circulație și o altă legendă care leagă denumirea satului de un bour care s-ar fi pripășit prin aceste locuri, producând panică printre oameni. Această legendă poate fi luată în considerare ca o încercare a oamenilor de a-și găsi originile într-o lume ancestrală, dominată de diferite ființe, unele dintre ele nefirești, scăpate în lume, cu efecte distrugătoare, sau animale care ar fi fost totemul comunității. Dacă pornim pe această direcție, suntem în zona credințelor populare, care arată tendința comunităților de a-și alimenta conștiința identității pierdute.
Pornind de la informații istorice, s-a conturat și o altă opinie, conform căreia toponimicul ar fi un diminutiv de la cuvântul „Bohor”, nume propriu, atestat pe la 1791.

## Atestare documentară și istoric
Așezarea are o vechime seculară, fiind atestată la 1483, sub denumirea de „Buorealul”.
Satul a avut în componență două cătune: „Valea Malului” și „Bohorel”. Nu se cunoaște cu precizie unde au apărut primele așezări. În mentalul oamenilor din localitate s-a consolidat părerea că centrul de iradiere al așezării a fost în „Valea Malului”. O altă părere, susținută de Dumitru Bănete care, în ianuarie 1997, făcea o lucrare monografică a comunei Negomir, acreditează ideea că primele așezări umane în satul Bohorel ar fi fost în preajma locurilor de muncă, în „Pitulații de la Bohorel”. Dacă luăm în considerare prima atestare documentară a satului (25 iunie 1483), în care se vorbește despre „Pitulații de Bohorel”, se poate concluziona că aici ar fi apărut cele dintâi așezări. Profesorul Constantin Toma considera că locuințele primilor locuitori ar fi fost în „Valea Plopului” și în „Poiana Mare”. 
Din actele de stare civilă aflăm care au fost familiile cele mai vechi, precum și evoluția lor în timp. Familiile reprezentative pentru acest sat au fost: Goșa, Ceambur, Dodenciu, Gîrjoabă, Frîntu, Dascălu.

## Geografie

Utilaj folosit în Holda Bohorelu

Satul a beneficiat de condiții prielnice de viață pentru locuitorii săi. Pârâiașele (văile) numeroase care se vărsau în pârâul Bohorel (Valea Bâltanii, Valea Plopului, Valea Ogarului, Valea Lungului, Valea Malului, Valea Purcăreața) aveau lunci fertile pe care locuitorii le-au lucrat cu vrednicie până ce au fost acoperite de haldele de steril ale unor cariere de exploatare a lignitului. Un alt factor determinant a fost importanta cale de comunicație ce lega satul și comuna Negomir de comuna Mătăsari și de comuna Roșia-Jiu, cale care trecea prin mijlocul satului Bohorel. Având o largă deschidere către Negomir, dar și către comuna Drăgotești, în decursul istoriei, el va face parte, administrativ, pe rând, din aceste comune. O altă determinare naturală a constituit-o pădurea care mărginește satul.
Subsolul localității este bogat în resurse minerale, care, în timp, s-au dovedit nefaste pentru frumoasa așezare, ce a fost acoperită de milioanele de tone de pământ, rezultate în urma excavațiilor din carierele de exploatare a lignitului.
Satul Bohorel a fost un sat ramificat. Satul a avut în componență două cătune: „Valea Malului” și „Bohorel”. Centrul civic s-a constituit în zona în care se va ridica biserica și apoi școala. Datorită direcției căilor de comunicație și a importanței acestora, satul Bohorel a avut o dublă deschidere: spre Negomir și spre Drăgotești și Slivilești. De-a lungul istoriei, satul Bohorel a făcut parte, politico-administrativ, din comunele Negomir (1864-1873, 1908-1930), Slivilești (1930-1932) și Drăgotești (1873-1908). O parte importantă a satului a avut și o orientare nord-estică, casele înșiruindu-se pe lângă șoseaua ce traversa Dealul Glăvan, spre Roșia-Jiu, stabilind legături economice și matrimoniale cu satele Timișeni și Roșia-Jiu.

## Economie, învățământ și sănătate
După ce în zona Rovinari încep lucrările pregătitoare construirii termocentralei, unii dintre locuitori se vor angaja la barajul care se construia pe Jiu, apoi la diferite întreprinderi ce aveau legătură cu producerea energiei electrice. O parte a locuitorilor și-au căutat locuri de muncă și în arealul carbonifer din zona Jilțu-Motru. După 1978, satul intră într-un proces continuu de demolare, dispărând frumusețile și bogățiile de suprafață ale acestuia.
Din punct de vedere școlar, satul s-a îndreptat, o perioadă de timp (1873-1908), spre comuna Mătăsari. În restul timpului, elevii care terminau cursurile primare își continuau celelalte trei clase la școala din satul Negomir.
Satul nu a avut dispensar medical. De aceea, locuitorii s-au dus la dispensarele medicale din Drăgotești, Negomir, Roșia-Jiu și Mătăsari.
Multe dintre actele privitoare la vânzarea diferitelor proprietăți mobilare au fost rezolvate de Judecătoria de Ocol din Slivilești, dar au fost și multe cazuri în care acestea au fost soluționate de Judecătoriile din Motru, Strehaia și Târgu Jiu. .

## Dispariția
În anul 2013, satul Bohorel a dispărut, fiind acoperit cu sterilul rezultat în urma decopertărilor miniere.